# Rodolphe Prager
 (novembre 2017).
Si vous disposez d'ouvrages ou d'articles de référence ou si vous connaissez des sites web de qualité traitant du thème abordé ici, merci de compléter l'article en donnant les références utiles à sa vérifiabilité et en les liant à la section « Notes et références ».
Rodolphe Prager dit Rudi, né le 31 mars 1918 à Berlin et mort le 9 mars 2002 à Alfortville, est un militant trotskiste français.

## Biographie
La famille de Rudi Prager immigre en France en 1929 pour fuir la crise économique que connaît alors l'Allemagne. Il entre dès l'âge de treize ans dans la vie active, comme ouvrier dans le commerce de fourrures de son père.
Membre des jeunesses socialistes ainsi que des Faucons rouges, auquel sa mère, ancienne militante sociale-démocrate en Allemagne, l'inscrit dès 1929, il rejoint en 1931 les Campeurs rouges où il fait la connaissance de Roger Foirier. Il est alors très actif dans la branche française des Faucons rouges, les amis de l'enfance ouvrière.
Il quitte les JS en juin 1935 après l'exclusion des dirigeants de cette organisation considérés comme des "sous-marins" du mouvement trotskiste et notamment du groupe bolchévique-léniniste dont Rudi Prager était proche. Il adhère alors aux Jeunesses socialistes révolutionnaires dirigées par Fred Zeller.
Après l'exclusion du groupe des "Pionniers rouges" des AEO, Rudi Prager connaît une phase d'hésitation dans son engagement militant. Il finit par se consacrer exclusivement au Parti communiste internationaliste de Pierre Frank.
C'est en tant que militant trotskiste qu'il adhère à la SFIO dont l'aile gauche est en pleine crise, en 1938. Après l'exclusion de Marceau Pivert, il participe à la décision des jeunes du PCI de rejoindre les jeunesses socialistes ouvrières et paysannes, dépendant du PSOP qui vient d'être créé.
Naturalisé français en 1938, il effectue son service militaire puis reprend son activité militante. En juillet 1939, il gagne la Belgique où il participe au lancement du bulletin Correspondances internationalistes. Il est arrêté en décembre 1939 et condamné pour usage d'une fausse identité (il était entré en Belgique sous le pseudonyme de Rodolphe Jung). Libéré en mai 1940, il rejoint difficilement la France puis travaille, avec Jacques Grinblat et Henri Molinier, à la reconstruction du mouvement trotkiste. Il fonde avec eux, dans la clandestinité, les comités communistes internationalistes qu'il représente lors des discussions qui, en 1943, regroupent les différents représentants des courants trotskistes français, notamment Yvan Craipeau, Michel Raptis, Marcel Hic, en vue d'une réunification qui aboutira, en février 1944, à la naissance du nouveau Parti communiste internationaliste dont il devient un des membres du bureau politique.
Après Guerre, sa situation personnelle devient compliquée. Sous le coup d'une condamnation pour s'être soustrait à ses obligations militaires en 1939, et d'une autre pour avoir fait paraître sans autorisation les journaux La Vérité et Quatrième internationale, privé de sa nationalité française par deux fois (en 1941, puis 1951), il est contraint de quitter la France. Il s'installe alors provisoirement en Israël, dans un kibboutz, tout en menant des démarches pour pouvoir revenir.
Finalement rétabli dans sa nationalité française en 1955, il revient en France et tout en retrouvant des responsabilités au sein du PCI, s'engage prioritairement dans l'action pour l'indépendance de l'Algérie. Installé en Tunisie en 1959, il a des contacts réguliers avec des représentants du GPRA. 
De retour en France en 1963, il s'investit au sein du Parti socialiste unifié auquel il a adhéré tout en restant membre des instances nationales du PCI. En 1969, il est d'ailleurs exclu du PSU, ainsi que Jean-René Chauvin, pour avoir appelé à voter pour Alain Krivine plutôt que Michel Rocard à l'élection présidentielle.
Il participe d'ailleurs à la fondation de la Ligue communiste, devenue Ligue communiste révolutionnaire. À partir des années 1970, il se consacre principalement à des activités d'historien. Il publie notamment en 1978 une somme en quatre volumes retraçant les congrès de la Quatrième internationale.